# Комесарац
Комесарац је насељено место у општини Цетинград, на Кордуну, Карловачка жупанија, Република Хрватска.

## Географија
Комесарац се налази око 7 км јужно од Цетинграда.

## Историја
Комесарац се од распада Југославије до августа 1995. године налазио у Републици Српској Крајини. До територијалне реорганизације у Хрватској налазио се у саставу бивше велике општине Слуњ.

## Становништво
Према попису становништва из 2011. године, насеље Комесарац је имало 155 становника.

### Број становника по пописима
| Националност   | 2001. | 1991. | 1981. | 1971. | 1961. | 1953. | 1948. | 1931. | 1921. | 1910. | 1900. | 1890. | 1880. | 1869. | 1857. |
| бр. становника | 182   | 308   | 294   | 343   | 457   | 394   | 479   | 675   | 606   | 642   | 814   | 688   | 637   | 612   | 349   |

- напомене:

У 2001. смањено издвајањем насеља Садиковац. До 1948. те у 1981. и 1991. садржи податке за насеље Садиковац.

## Попис 1991.
На попису становништва 1991. године, насељено место Комесарац је имало 308 становника, следећег националног састава:
| Попис 1991.‍  | Попис 1991.‍  | Попис 1991.‍ | Попис 1991.‍ | Попис 1991.‍ |
| ------------ | ------------ | ----------- | ----------- | ----------- |
|              |              |             |             |             |
| Хрвати       | Хрвати       |             | 239         | 77,59%      |
| Муслимани    | Муслимани    |             | 53          | 17,20%      |
| Срби         | Срби         |             | 13          | 4,22%       |
| неопредељени | неопредељени |             | 1           | 0,32%       |
| непознато    | непознато    |             | 2           | 0,64%       |
| укупно: 308  |              |             |             |             |